# Perodua Alza
Perodua Alza — серия минивэнов, выпускающихся с 2009 года малайзийским автопроизводителем Perodua. Автомобили первого поколения, запущенные в производство в ноябре 2009 года, выпускались на базе Daihatsu Boon Luminas. Автомобили второго поколения, запущенные в производство в 2022 году, выпускаются на базе Daihatsu Xenia W100.
Название «Alza» происходит от испанского глагола «alzar», что означает «подниматься». Название произошло от внутреннего конкурса, проводимого среди сотрудников Perodua, на этапе разработки автомобиля.

## Первое поколение (M500; 2009)
Автомобили Perodua Alza первого поколения, основанные на Daihatsu Boon Luminas или Toyota Passo Sette, выпускались с 23 ноября 2009 по 2022 год.

## Второе поколение (W150; 2022)
Автомобили Perodua Alza второго поколения выпускаются с 20 июля 2022 года на базе Toyota Avanza. Комплектации: X, H и AV. Автомобили оснащаются 1,5-литровым двигателем 2NR-VE с D-CVT. В стандартную комплектацию входит усовершенствованный пакет систем помощи водителю ASA 3.0. Клиренс составляет 160 мм.

В Брунее второе поколение Perodua Alza продаётся с 3 мая 2024 года. Комплектации: H и AV.
- Perodua Alza AV (W151RG, Малайзия)
- Вид сзади
- Интерьер